# Biegi narciarskie na Mistrzostwach Świata w Narciarstwie Klasycznym 2015 – sztafeta kobiet
Sztafeta 4x5 km kobiet była jedną z konkurencji na Mistrzostwach Świata w Narciarstwie Klasycznym w szwedzkim Falun. Rywalizacja została rozegrana 26 lutego. Do startu przystąpiło 14 sztafet, lecz podczas biegu 3 reprezentacje zostały zdublowane.
Dwie pierwsze zawodniczki pobiegną po 5 km techniką klasyczną. Po przebiegnięciu tego dystansu, dwie kolejne zawodniczki biegną po 5 km techniką dowolną. Tytułu broniły Norweżki, w składzie: Heidi Weng, Therese Johaug, Kristin Størmer Steira i Marit Bjørgen.

## Wyniki
| Miejsce | Nr | Państwo           | Zawodniczki                                                                  | Czas                                    | Strata  |
| ------- | -- | ----------------- | ---------------------------------------------------------------------------- | --------------------------------------- | ------- |
| 01 !    | 5  | Norwegia          | Heidi Weng Therese Johaug Astrid Jacobsen Marit Bjørgen                      | 49:04,7 14:20,1 14:06,7 10:17,0 10:20,9 | –       |
| 02 !    | 1  | Szwecja           | Sofia Bleckur Charlotte Kalla Maria Rydqvist Stina Nilsson                   | 49:33,9 14:31,6 13:56,8 10:33,2 10:32,3 | +29,2   |
| 03 !    | 2  | Finlandia         | Aino-Kaisa Saarinen Kerttu Niskanen Riitta-Liisa Roponen Krista Pärmäkoski   | 49:35,6 14:19,3 14:23,5 10:18,8 10.34,0 | +30,9   |
| 4.      | 9  | Stany Zjednoczone | Sadie Maubet Bjornsen Rosie Brennan Liz Stephen Jessica Diggins              | 50:54,6 15:09,7 14:57,3 10:14,4 10:33,2 | +1:49,9 |
| 5.      | 7  | Polska            | Kornelia Kubińska Justyna Kowalczyk Ewelina Marcisz Sylwia Jaśkowiec         | 50:57,0 15:00,8 14:28,5 10.45,7 10:42,0 | +1:52,3 |
| 6.      | 3  | Niemcy            | Victoria Carl Stefanie Böhler Denise Herrmann Nicole Fessel                  | 50:59,2 15:27,0 14:44,3 10:13,4 10:34,5 | +1:54,5 |
| 7.      | 6  | Rosja             | Anastazja Docenko Alewtina Tanygina Natalja Żukowa Julija Czekalowa          | 51:44,4 14:38,1 15:32,7 10:54,6 10:39,0 | +2:39,7 |
| 8.      | 4  | Francja           | Aurore Jéan Célia Aymonier Anouk Faivre-Picon Coraline Thomas Hugue          | 52:12,8 15:46,3 14:50,0 10:43,4 10:53,1 | +3:08,1 |
| 9.      | 8  | Włochy            | Francesca Baudin Virginia De Martin Topranin Marina Piller Ilaria Debertolis | 53:05,6 15:37,1 14:59,6 11:13,5 11:15,4 | +4:00,9 |
| 10.     | 10 | Słowenia          | Anamarija Lampič Katja Višnar Nika Razinger Lea Einfalt                      | 53:20,6 15:54,4 15:20,3 11:03,0 11:02,9 | +4:15,9 |
| 11.     | 11 | Ukraina           | Kateryna Serdiuk Wałentyna Szewczenko Maryna Ancybor Kateryna Hryhorenko     | 54:03,7 15:53,6 15:34,4 10:55,9 11:39,8 | +4:59,0 |
| 12.     | 13 | Kazachstan        | Anna Stojan Marina Matrosowa Olga Mandrika Anastasija Słonowa                | LPD 16:01,0 16:20,6                     | –       |
| 13.     | 12 | Estonia           | Triin Ojaste Laura Alba Tatjana Mannima Heidi Raju                           | LPD 17:37,3 16:55,4                     | –       |
| 14.     | 14 | Australia         | Jessica Yeaton Aimee Watson Esther Bottomley Casey Wright                    | LPD 17:20,5                             | –       |